# Boxe aux Jeux du Commonwealth
Les compétitions de boxe anglaise des Jeux du Commonwealth sont organisées depuis 1930.

## Boxe aux Jeux du Commonwealth
| Année | Édition                  | Lieu         | Lieu             | Date                       |
| 1930  | 1er Jeux du Commonwealth | Hamilton     | Canada           | 16 - 23 août               |
| 1934  | 2e Jeux du Commonwealth  | Londres      | Angleterre       | 4 - 11 août                |
| 1938  | 3e Jeux du Commonwealth  | Sydney       | Australie        | 5 - 12 février             |
| 1950  | 4e Jeux du Commonwealth  | Auckland     | Nouvelle-Zélande | 4 - 11 février             |
| 1954  | 5e Jeux du Commonwealth  | Vancouver    | Canada           | 30 juillet - 7 août        |
| 1958  | 6e Jeux du Commonwealth  | Cardiff      | Pays de Galles   | 18 - 26 juillet            |
| 1962  | 7e Jeux du Commonwealth  | Perth        | Australie        | 22 novembre - 1er décembre |
| 1966  | 8e Jeux du Commonwealth  | Kingston     | Jamaïque         | 4 - 13 août                |
| 1970  | 9e Jeux du Commonwealth  | Édimbourg    | Écosse           | 17 - 24 juillet            |
| 1974  | 10e Jeux du Commonwealth | Christchurch | Nouvelle-Zélande | 24 janvier - 2 février     |
| 1978  | 11e Jeux du Commonwealth | Edmonton     | Canada           | 3 - 12 août                |
| 1982  | 12e Jeux du Commonwealth | Brisbane     | Australie        | 30 septembre - 9 octobre   |
| 1986  | 13e Jeux du Commonwealth | Édimbourg    | Écosse           | 24 juillet - 2 août        |
| 1990  | 14e Jeux du Commonwealth | Auckland     | Nouvelle-Zélande | 24 janvier - 3 février     |
| 1994  | 15e Jeux du Commonwealth | Victoria     | Canada           | 18 - 28 août               |
| 1998  | 16e Jeux du Commonwealth | Kuala Lumpur | Malaisie         | 13 - 20 septembre          |
| 2002  | 17e Jeux du Commonwealth | Manchester   | Angleterre       | 26 juillet - 4 août        |
| 2006  | 18e Jeux du Commonwealth | Melbourne    | Australie        | 17 - 25 mars               |
| 2010  | 19e Jeux du Commonwealth | New Delhi    | Inde             | 5 - 13 octobre             |
| 2014  | 20e Jeux du Commonwealth | Glasgow      | Écosse           | 25 juillet - 2 août        |